# Darod
|  | Per a altres significats, vegeu «Principat de Darod». |

Els darod (somali: darood o daarood; àrab: دارود, Dārūd) són una gran confederació de clans somalis.

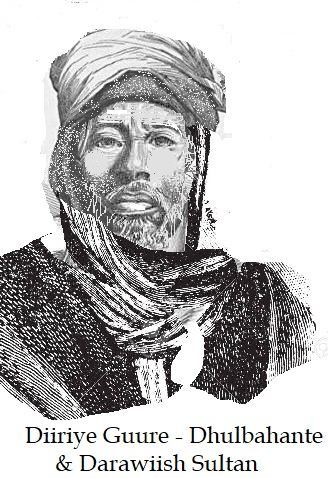

L'ancestre és conegut com a Darod, però el seu nom era Abdirahman bin Isma'il al-Jabarti. Daarood en somali vol dir ‘un objecte tancat’ (daar = ‘objecte’ i ood = ‘tancat per murs, arbres, fustes, etc.’). La major part dels Darod viuen al nord-est de Somàlia, però n'hi ha a altres regions d'aquest territori i a la Regió Somali d'Etiòpia.

## Principals grups de clans, clans, subclans i grans famílies dins la confederació Darod
- Geri
  - Issak Hassan
  - Abayoonis Hassan
  - Omer Hassan
  - Ika Hume Geri
- Marehan
  - Howrarsame
  - Reer xasan
  - Reer faarax ugaas
  - wagardhac
  - Celi
  - Calidheere
- Awrtable
- Reer Cilmi Maxamed
- Ogadeni
  - Maxamed Subeer
  - Abdalla
  - Abudwaaq
- Jidwaq
- Bartire
- Absguul
- Yabaree
- Leelkase
  - Maalismogge
  - Muumin Aadan
  - Mahamed Aadan
  - Mohamud Ali
  - Korshe
  - Fiqi Ismail
  - Reer Ali Sheikh
  - Suhurre
  - Reer Awsalaat
- Harti
  - Warsangali
  - Ogayslabe
  - Dhulbahante
    - Xuseen Saciid
    - Muuse Saciid
    - Axmed Saciid

  - Dashiishe
    - Reer Boqor
    - Reer Ugaas

  - Majeerteen
    - Wabeeneeye
    - Siwaaqroon
    - Saleebaan
    - Cali
    - Ismail
    - Musa
      - Ugaar

    - Abdirahem
    - Mahmoud
      - Omar Mahmoud
      - Cisman Mahmoud
      - Ciise Mahmoud
      - Nuux Mahmoud

    - Reer Bicidyahan
    - jibraahiil
    - Nuux